# Aleksandr Grigorowicz
Aleksandr Iwanowicz Grigorowicz, ros. Александр Иванович Григорович (ur. 18 listopada 1869 zm. w sierpniu 1944 w Warszawie) – rosyjski wojskowy (pułkownik), historyk wojskowości, emigrant.
Ukończył gimnazjum klasyczne w Kielcach, a następnie junkierską szkołę kawaleryjską w Jelizawetgradzie. Służył w stopniu korneta w 37 Pułku Dragonów. W 1895 r. awansował do stopnia porucznika. Ukończył oficerską szkołę kawaleryjską, a następnie imperatorski instytut archeologiczny. W 1898 r. awansował na sztabsrotmistrza, zaś w 1902 r. na rotmistrza. Od 1901 r. pisał artykuły z zakresu historii rosyjskiej wojskowości w pismach „Russkij Inwalid” i „Wojennoj Sbornik”. Napisał też kilka publikacji. Od 1903 r. pełnił obowiązki zastępcy, zaś od 1905 r. stołonaczalnika Sztabu Głównego. W 1908 r. mianowano go podpułkownikiem. W 1910 r. został bibliotekarzem Głównego Zarządu Sztabu Głównego. W 1911 r. awansował na pułkownika. Brał udział w I wojnie światowej. Od października 1914 r. był szefem oddziału polowego archiwum wojskowego przy sztabie dowódcy Frontu Północno-Zachodniego. Podczas wojny domowej w Rosji wyjechał do Polski. Zamieszkał w Warszawie. Zginął w sierpniu 1944 r. podczas powstania warszawskiego.

## Odznaczenia
- Order Świętego Jerzego 3 klasy
- Order Świętej Anny 3 klasy (1904); 2 klasy (13.04.1916)
- Order św. Stanisława 2 art. (1907);
- Order Świętego Włodzimierza 4 klasy. (03.04.1915); 3 klasy. (06.12.1915)